# Д-8
Д-8 (название дано по первой букве фамилии главного конструктора, Н. И. Дыренкова) — советский лёгкий бронеавтомобиль межвоенного периода и времён Великой Отечественной войны. При создании бронеавтомобиля применялось заднеприводное (4 × 2) шасси легкового автомобиля «Форд-А». Будучи разработан в 1931 году, Д-8 является первым советским серийным лёгким бронеавтомобилем.

## История создания

Опытные экземпляры Д-8 и Д-12 (на заднем плане) на Ижорском заводе, 1931 год.

Бронеавтомобиль был спроектирован Н. И. Дыренковым, затем построен в опытных образцах, испытан и со второй попытки принят на вооружение Красной Армии. Существует история (впрочем неизвестно, насколько она правдива), что к Дыренкову приезжал один высокопоставленный военный и обратил внимание на лежавший у Дыренкова иностранный журнал, где рассказывалось о американском бронеавтомобиле с наклонной броней (рациональное бронирование), на что Дыренков ответил что работа над подобной машиной у него уже идет и уже завтра он готов продемонстрировать ее на испытаниях. После ухода гостя Дыренков распорядился снять кузов с его служебного автомобиля, из фанеры собрал кузов, затем, по деревянным лекалам начали собирать бронекорпус. К полудню следующего дня броневик был готов к испытаниям.

## Серийное производство
Обе бронемашины выпускались в течение 1931—1932 годов ограниченной серией в 60 машин (не включая прототипы). Первый заказ на 50 единиц (по 25 штук каждой модели) был выполнен в 1931 году. Вторую серию из 10 Д-8 собрали в первой половине 1932 года. Таким образом всего изготовили 35 машин модификации Д-8 и 25 — Д-12.

## Описание конструкции
Использовалось шасси серийного легкового автомобиля Форд-А. Вооружение Д-8 — один переставляемый пулемет ДТ обычно в установке правом лобовом листе, рядом с водителем, кроме того, ещё 2 отверстия для шаровых установок пулемета ДТ в правом и левом бортовых листах позади водителя и 2 отверстия в кормовом листе, но вести огонь из всех этих установок было трудно — из лобовой по целям ниже горизонтали из-за упирания головы стрелка при прицеливании в низкую крышу, а из боковых и кормовых сектора обстрела были очень малые, к ДТ 2079 патронов в 43 дисковых магазинах; Д-12, кроме того, имел на турели пулемет Максима в качестве зенитного, с чем были связаны легкие изменения корпуса, боекомплект Д-12 — 2079 патронов в 43 дисковых магазинах к ДТ и 1000 в 4 лентах к Максиму. Бронирование противопульное, с наклонным расположением броневых листов, обеспечивающим рикошет пуль от корпуса. Скорость по проселочной дороге составляла около 30 км/ч, при движении по снегу и бездорожью экипаж использовал цепи.

## Модификации
То же в 1931 году разработана модификация Д-8, получившая наименование Д-12 — Д-12, кроме ДТ, имел на турели пулемет Максима в качестве зенитного.

Д-8 в финской армии, 1942

## Операторы
3 Д-8 зимой 1939—1940 гг. были оставлены неисправными и захвачены финнами, 1 отремонтирован финнами и как учебный использовался в финской танковой школе до 1943 года.
2 Д-12 в 1938 г. были переданы Монголии (зафиксированы на фотографии). В июле 1941 года они числились в бронебригаде.

## Служба и боевое применение
Эпизодически применялись частями РККА в ходе Советско-финской («Зимней») и Великой Отечественной войн.
| Категория | ЛВО | ЗОВО | КОВО | ОдВО | МВО | ХВО | ОрВО | ПриВО | УрВО | Всего |
| --------- | --- | ---- | ---- | ---- | --- | --- | ---- | ----- | ---- | ----- |
| 2         |     |      |      | 2    | 2   | 11  | 1    | 5     | 5    | 26    |
| 3         |     | 1    |      |      | 5   | 2   |      | 2     |      | 10    |
| 4         | 3   |      | 2    |      | 1   | 1   |      | 2     |      | 9     |
| Всего     | 3   | 1    | 2    | 2    | 8   | 14  | 1    | 9     | 5    | 45    |

Кроме того, 10 бронемашин находились в организациях Осоавиахим.